# Jaskinia Kasprowa Średnia
Jaskinia Kasprowa Średnia (Wyżnia Grota Kasprowa, Jaskinia Jaworzyńska) – jaskinia w dolinie Stare Szałasiska w Tatrach Zachodnich. Wejście do niej znajduje się w Zawraciku Kasprowym na wysokości 1407 metrów n.p.m. Długość jaskini wynosi 150 metrów, a jej deniwelacja 53 metry. Powyżej niej położona jest Jaskinia Kasprowa Wyżnia.

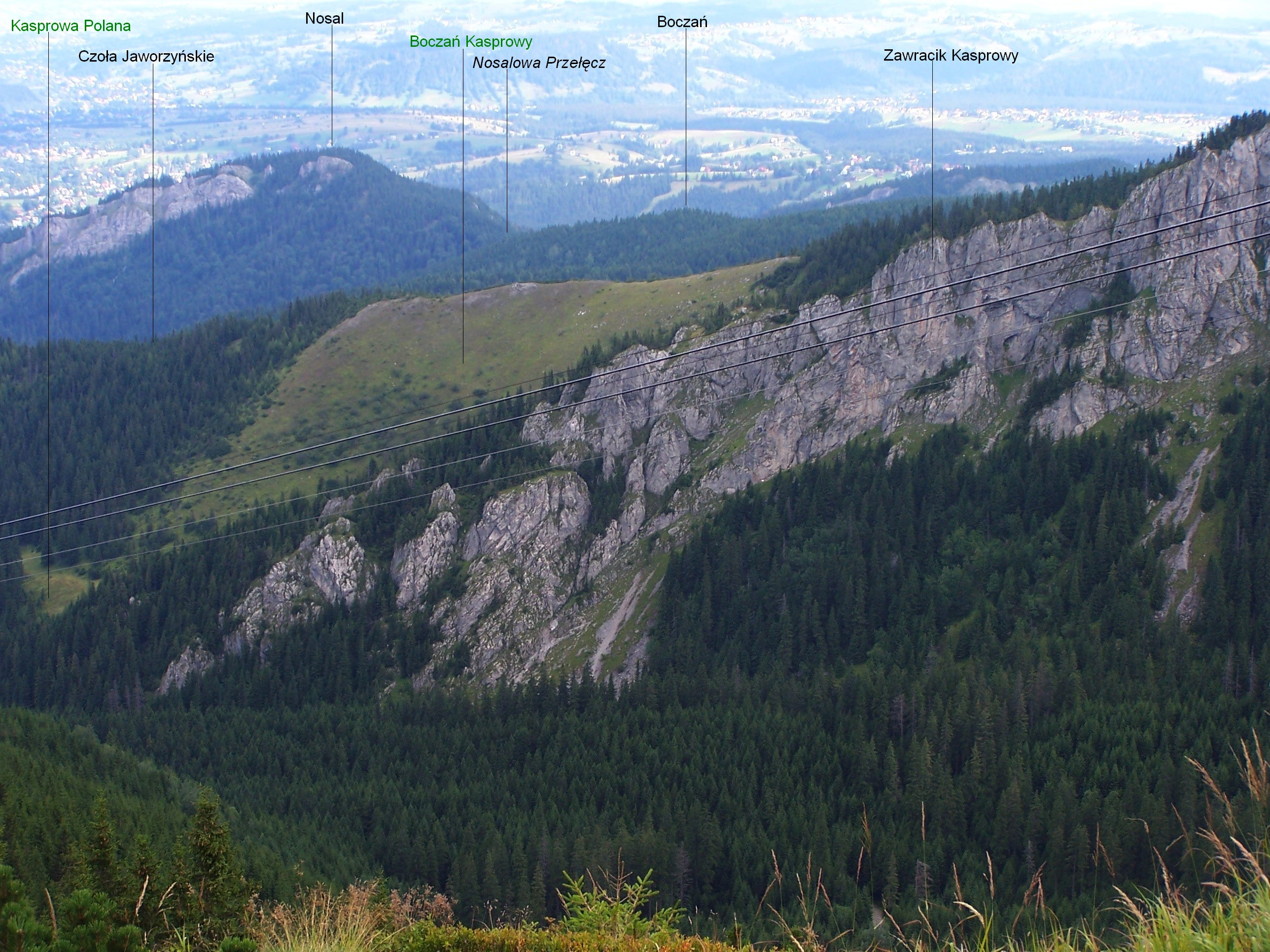
Zawracik Kasprowy

## Opis jaskini

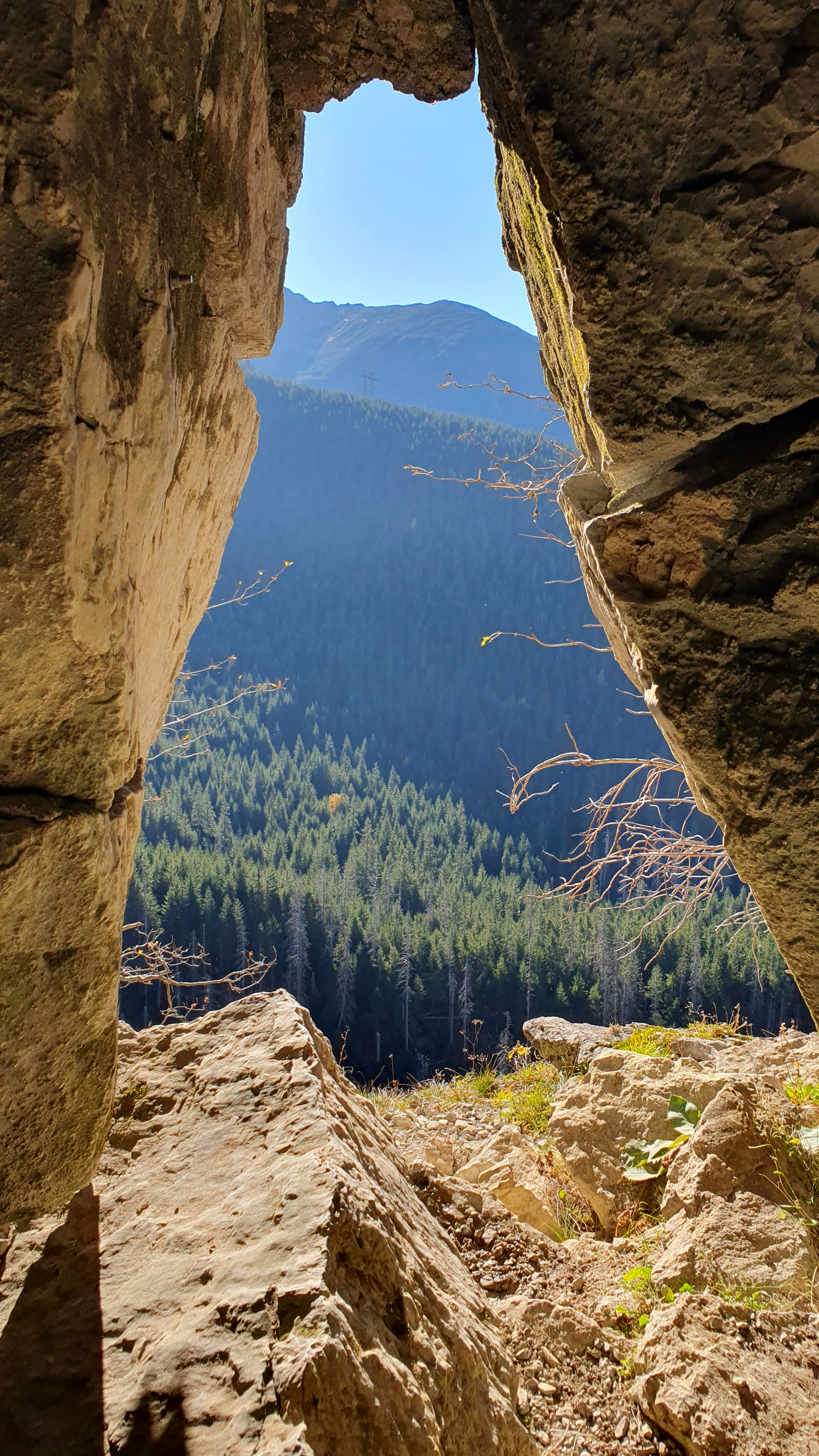
Widok z otworu Jaskini Średniej Kasprowej

Otwór jaskini znajduje się na niewielkiej półce w ścianie, 15 metrów nad piargami. W salce za otworem leżą wielkie bloki skalne. Odchodzi z niej niewielki korytarzyk do następnej salki. Stąd (w bok idzie Korytarz Soczewkowy kończący się po paru metrach szczelinami) ciąg główny prowadzi niskim korytarzem nad studnię (33,5 metrów głębokości). Zjeżdża się nią do wielkiej Sali Zawaliskowej o długości 14 metrów i szerokości 6 metrów, wysokiej na 6–8 metrów. Z końca sali odchodzi ciasny ciąg, który przez próg i zacisk doprowadza do zawaliska.

## Przyroda
W jaskini występują stalaktyty, stalagmity, polewy naciekowe oraz nacieki grzybkowe. Kości dużych zwierząt (prawdopodobnie niedźwiedzi) znajdują się w Sali Zawaliskowej.

## Historia odkryć
Jaskinia została odkryta w 1923 roku przez braci Tadeusza i Stefana Zwolińskich. W tym samym roku, korzystając z drabiny sznurowej, zeszli oni na dno studni. Drabinę sznurową zastosowano wtedy po raz pierwszy w dziejach badań jaskiń tatrzańskich.
Aktualnie jest często odwiedzana, m.in. w ramach szkolenia kursantów taternictwa jaskiniowego.